# Makkabi Helsinki
Makkabi Helsinki oder Urheiluseura Makkabi (finnisch „Sportverein Makkabi“), gegründet 1906 als IK Stjärnan (schwedisch, [ˈiːˌkoː ˈʃæːrnan]), ist ein jüdischer Sportverein in Helsinki und der älteste bestehende jüdische Sportverein der Welt.

## Geschichte und Hintergrund
Um die Jahrhundertwende gründeten sich in Europa mehrere Sportvereine als Teil der zionistischen Bewegung, so auch der am 4. November 1906 von Jakob Hirschovits gegründete IK Stjärnan. Schwesternvereine im Land gründeten sich später mit Makkabé in Åbo und Kadur in Viborg (heute Wyborg in Russland).

### IK Stjärnan
Der Name IK Stjärnan („SC Stern“) ist schwedisch. IK ist die Abkürzung für „Sportclub“, und „Stern“ bezieht sich auf den Davidsstern. Viele eingewanderte Juden in Finnland assimilierten sich traditionell in die finnlandschwedische Kultur, und das Judentum im Land ist deshalb bis heute mit Svenskfinland eng verbunden.
Zu Beginn bot IK Stjärnan diverse Aktivitäten an Gymnastik, Ringen, Fußball, Leichtathletik, Skisport, Radsport, Gewichtheben, Bowling, Tennis, Tischtennis und Eishockey. Im Jahr 1927 wurde eine Frauenabteilung gegründet, deren Aktivitäten jedoch nur von kurzer Dauer waren.
1930 spielte die Fußballmannschaft des Vereins ein Jahr lang in der damaligen höchsten Liga Mestaruussarja, aber stieg darauf in untere Ligen ab.

### Urheiluseura Makkabi
Mit dem Eintritt in die Maccabi World Union 1934 gab sich der Klub den Namen Makkabi.
Unter den bekanntesten Sportlern in der Vereinsgeschichte sind der Langläufer Elias Katz, der bei den Olympischen Sommerspielen 1924 in Paris zusammen mit Paavo Nurmi und Ville Ritola im 3000-Meter-Mannschaftslauf die Goldmedaille gewann, der Sprinter Issi Baran, der Fußballspieler Roni Porokara und der Eishockeyspieler Kim Hirschovits.
Makkabi Helsinki sieht seine wichtigsten Aufgaben heute darin, sportliche Aktivität unter lokalen jüdischen Kindern und Jugendlichen zu wecken und nachhaltig zu entwickeln. Er fokussiert auf die Sportarten Bowling, Fußball, Golf, Basketball, Unihockey und Yoga. Der Verein ist regelmäßig bei den Europäischen Makkabiot und der Makkabiade in Israel vertreten. Er nimmt auch am jährlichen Junioren-Fußballturnier Nordic Pierre Gildasgame teil.

## Der Fall Abraham Tokazier (1938)
Abraham Tokazier war einer der besten Sprinter Finnlands und wurde mehrfach für Länderkämpfe nominiert. Am 21. Juni 1938 startete Tokazier bei einem Sportfest anlässlich der Eröffnung des Olympiastadions Helsinki. Stadionsprecher Sulo Kolkka verkündete über die Lautsprecher Tokaziers Sieg im 100-Meter-Lauf, den auch die Zuschauer gesehen hatten. Das Wettkampfgericht entschied jedoch, dass er den vierten Platz hinter drei anderen finnischen Läufern, alle zeitgleich mit 11 Sekunden im Ziel, belegt habe. Am nächsten Tag erschien in der größten finnischsprachigen Tageszeitung des Landes, Helsingin Sanomat, ein Zielfoto dieses Laufs, das der bekannte finnische Sportfotograf Akseli Neittamo genommen hatte. Auch die größte schwedischsprachige Zeitung, Hufvudstadsbladet, veröffentlichte ein Bild. Auf den Fotos war klar zu erkennen, dass Tokazier der Sieger war. Helsingin Sanomat untertitelte das Foto: „Eine Fotografie, die beweist, dass die Zielrichter sich geirrt haben.“ Jahre später bezeichnete der ehemalige Stadionsprecher Kolkaa die Entscheidung des Wettkampfgerichts als „die größte Ungerechtigkeit im finnischen Sportleben“.
Bei dem Sportfest im Jahre 1938 waren hohe Ehrengäste aus NS-Deutschland vor Ort. Es soll sich unter anderem um Mitglieder des Organisationskomitees der Olympischen Spiele 1936 in Berlin gehandelt haben. Deren Anwesenheit gab Sporthistorikern Anlass zu der Vermutung, dass den finnischen Zielrichtern kein Irrtum unterlaufen sei, als sie Tokazier den klaren Sieg absprachen, sondern dass es sich um Absicht gehandelt habe: „Daher muss angenommen werden, dass sich das kleine Land […] der rassistischen Fernwirkung einer antijüdischen Sportpolitik im NS-Deutschland nicht entzogen hatte.“ Bis zu diesem Zeitpunkt habe es in Finnland keine Benachteiligung jüdischer Sportler gegeben. Die Historiker Simo Muir und Malte Gasche mutmaßten in ihrem 2013 erschienenen Buch Finland’s Holocaust, Urho Kekkonen, damaliger Innenminister und Präsident des Leichtathletik-Verbands Finnland, könnte seinen Einfluss auf die Kampfrichter geltend gemacht haben. Der Verband habe es nicht für opportun gehalten, dass jüdische Sportler sich auf vorderen Plätzen platzieren und damit eine Chance zur Aufnahme in Finnlands Olympiamannschaft von 1940 haben könnten.
Makkabi Helsinki versuchte bereits Ende der 1930er Jahre, prominente Sportfunktionäre wie Urho Kekkonen und Erik von Frenckell aufzufordern, das Ergebnis von Tokazier zu korrigieren. Am Vorabend der 100-Jahr-Feier des Vereins appellierte man erneut erfolglos an den Leichtathletikverband. 2013 veröffentlichte der finnlandschwedische Autor Kjell Westö den Roman Hägring 38 (auf Deutsch Das Trugbild 2014), in dem er den Vorfall um Tokazier (im Buch als Figur Salomon Jary) ausführlich verarbeitete. In der Folge entschuldigte sich der Leichtathletikverband bei der Familie von Tokazier und gestand Abraham Tokazier 75 Jahre nach dem Rennen und 37 Jahre nach seinem Tod den Sieg des Rennens im Jahr 1938 zu, indem der Verband eine korrigierte Siegerliste veröffentlichte. Das offizielle Resultat kann allerdings nach den Regeln der International Association of Athletics Federations nicht nachträglich korrigiert werden. Leo-Dan Bensky, Ehrenvorsitzender von Makkabi Helsinki, begrüßte diesen „ersten Schritt“, vermisste aber das klare Eingeständnis, dass das Ergebnis aus politischen und rassistischen Gründen manipuliert worden sei.